# Carl Gustav Bunte

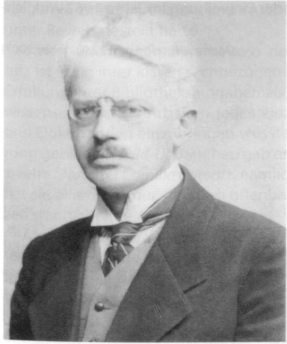
Carl Gustav Bunte, 1920

Carl Gustav Bunte (* 15. Juni 1879 in München; † 3. November 1944 in Baden-Baden) war ein deutscher Chemiker.

## Leben
Der älteste Sohn von Hans Bunte und Minna Stölzel, Tochter von Carl Stölzel, wurde in München geboren und wuchs dort mit einem Bruder und drei Schwestern auf. 1887 zog die Familie nach Karlsruhe, wo Carl 1897 sein Abitur machte und anschließend einen einjährigen Militärdienst ableistete. Stark von seinem Vater vorgeprägt war schnell klar, dass auch er Chemiker werden sollte. So begann er noch im Jahr 1898 zu studieren: Nach zwei Semestern Chemie an der Universität Leipzig unter Wislicenus schloss er 1902 sein Diplom mit seiner ersten wissenschaftlichen Publikation Enteisenung von Trinkwasser in Karlsruhe ab. Seine zweite Publikation folgte in seiner Doktorarbeit über Harnsäurederivate, mit der er 1905 unter Emil Fischer seine Promotion an der Universität Berlin erfolgreich beendete. Danach begann er seine berufliche Laufbahn mit einer ersten Stelle bei der Deutschen Continental Gasgesellschaft in Dessau. Dort war er Bauleiter in den Gaswerken Neumühl und Frankfurt (Oder). Im Jahre 1906 heiratete er seine badische Frau, die er aufgrund seiner bayerischen Staatsbürgerschaft zuvor nach Bayern einkaufen musste. Zwei Jahre später ging er dem Wunsch seines Vaters nach und trat in dessen von ihm gegründete Lehr- und Versuchsgasanstalt Deutscher Verein des Gas- und Wasserfaches (DVGW) ein. Dort übernahm er schnell die Leitung und später auch die Stelle des Generalsekretärs, die er von 1909 bis 1926 ausübte. Unterbrochen wurden seine Arbeiten durch den Krieg, den er als Leutnant an der Ostfront durchlebte. Für seine Leistungen wurde er mit zwei Orden ausgezeichnet. Während seines Kriegsdienstes habilitierte Bunte 1917 an der TH Karlsruhe, die ihn 1920 zum außerordentlichen Professor an den neu geschaffenen Lehrstuhl für Gasindustrie und Brennstofftechnik berief. 1933 wurde er ordentlicher Professor. Der Erste Weltkrieg und die Zustände unter dem NS-Regime hatten ihm und seiner Arbeit stark zugesetzt. Im Frühjahr 1937 erlitt er einen schweren Herzinfarkt. Der Höhepunkt seines Wirkens war damit überschritten. Er verstarb am 3. November 1944 im Alter von 66 Jahren in Baden-Baden.

## Wissenschaftliches Wirken
Bunte profitierte ohne Zweifel vom Ansehen und der starken Unterstützung seines berühmten und einflussreichen Vaters. Gleichzeitig stand er deshalb enorm in dessen Schatten und erlangte erst spät Ansehen für seine Arbeiten. Insgesamt sind mehr als 120 Publikationen von ihm dokumentiert. Durch die stetige Weiterentwicklung der DVGW, seinem Lebenswerk, wurde er zur entwicklungsprägenden Kraft der Gasindustrie seiner Zeit. Besondere Anerkennung erlangte er vor allem dadurch,  dass er als Vertreter des deutschen Gasfaches an mehreren internationalen Kongressen und Ausstellungen teilnahm und Mitglied zahlreicher wichtiger Ausschüsse und anderer Organisationen wurde. Er war ab 1909 Mitherausgeber und von 1920 bis 1925 selbständiger Schriftleiter des „Journal für Gasbeleuchtung“ (später: GWF Das Gasfach und Wasserfach) der DVGW. Seine Vorlesungen waren häufig überfüllt. Im September 1932 wurde er deshalb von den ehemaligen Schülern seines Vaters als Forscher und Lehrer mit unermüdlicher Arbeitskraft auf allen Gebieten der Brennstofftechnik geehrt.

## Veröffentlichungen
- mit W. Litterscheid: Die Entzündungsgeschwindigkeit von Gasgemischen. Oldenbourg, München 1930.
- Zum Gaskursus. Physikal. u. chem. Grundlagen d. Gasindustrie u. Brennstofftechnik mit Anleitung für gastechnische Untersuchungen. Oldenbourg, München 1929.